# Estela funeraria de Democlides
La Estela funeraria de Democlides (NAMA 752) es un monumento funerario expuesto en el Museo Arqueológico Nacional de Atenas.
Esta estela, que forma parte de la colección de esculturas del museo, es única entre las numerosas estelas y lápidas funerarias contemporáneas de la Atenas clásica por su iconografía naval y su uso del minimalismo.

## Descripción
La estela fue descubierta en 1881 en la ciudad portuaria de El Pireo, y representa a un joven hoplita, con quitón sentado en su clámide, con su escudo, armamento y casco corintio detrás de él. El texto sobre el joven lo denota como Democlides, hijo de Demetrio.
Aparece en posición pensativa, con el brazo derecho apoyado en las rodillas, contemplando el vasto vacío que es el mar, sobre el espolón de un trirreme. Es probable que la estela también estuviera pintada de azul.
La estela fue dedicada por su familia, lamentando la pérdida de él y de su cuerpo, presumiblemente perdido en el mar, muerto en combate en la batalla de Nemea en 394 a. C., y como hoplita, las tumbas se observan de mayor estatus, con más atención prestada por las familias de los difuntos.